# Le notti erotiche dei morti viventi
Le notti erotiche dei morti viventi és una pel·lícula eròtica i de terror italiana de 1980, filmada a Santo Domingo i escrita i dirigida per Joe D'Amato.

## Argument
En la seva segona visita a la República Dominicana, John Wilson, apoderat d'una empresa estatunidenca que planeja construir-hi un hotel, compra al govern una illa tropical que, sense que ell ho sàpiga, du una maledicció vudú. A la nit, té relacions sexuals a l'habitació de l'hotel amb dues prostitutes, a les quals acaba espantant esmentant l'Illa del Gat. Al vestíbul, però, es troba amb la Fiona, una socialité que acaba de deixar el seu ancià amant i el seu iot, i li fa un cunnilingus.
L'endemà, Wilson contracta Larry O'Hara perquè el porti a ell i a la Fiona de viatge a l'illa. O'Hara li explica la llegenda que envolta l'illa sobre zombis dirigits per un gat negre. A la nit, Wilson, a la seva habitació amb la Fiona, de sobte sent la presència invisible d'algú.
El grup navega cap a l'illa l'endemà, on són rebuts per Luna i un xaman que els adverteix que marxin, ja que l'illa és la llar dels zombis dels nadius morts.

## Crítica
Le notti erotiche dei morti viventi es va rodar al mateix temps que Porno Holocaust amb el mateix repartiment. Ambdues pel·lícules involucren un grup d'estrangers que troben una illa, tenen relacions sexuals i després són assassinats un per un.
Segons reconegué D'Amato en una entrevista: «Le notti erotiche dei morti viventi va ser un fiasco total. M'havia esforçat a barrejar els meus dos gèneres preferits, tendint més al vessant eròtica en aquest cas, però la pel·lícula va ser rebutjada pel públic».
El llibre Zombie Movies: The Ultimate Guide descriu la pel·lícula com «una de les pitjors, si no la pitjor pel·lícula italiana de zombis feta mai».